# Nikolai Gorbachev
Pour les articles homonymes, voir Gorbatchev (homonymie).
Nikolai Gorbachev ou Nikolaï Gorbatchiov (en russe : Николай Степанович Горбачёв), né le 15 mai 1948 à Rahatchow en république socialiste soviétique de Biélorussie et mort le 9 avril 2019, est un céiste soviétique puis biélorusse pratiquant la course en ligne.
Il obtient la médaille d'or en K-2 1 000 m aux Jeux olympiques d'été de 1972 à Munich.
A la fin de sa carrière, le champion olympique retourne à Rogachow et devient entraîneur.  Dans sa ville natale, il ouvre une école d'aviron et de canoë qu'il dirige jusqu'en 2010.

## Palmarès

### Jeux olympiques
- 1972 à Munich,  Allemagne
  -  Champion olympique en K-2 1 000 m

### Championnats du monde de canoë-kayak course en ligne
- 1971 à Belgrade,  Yougoslavie
  -  Médaille de bronze en K-4 10 000 m

- 1974 à Mexico,  Mexique
  -  Médaille d'or en K-4 10 000 m

- 1975 à Belgrade,  Yougoslavie
  -  Médaille de bronze en K-4 10 000 m